# Estonie au Concours Eurovision de la chanson 2020
L'Estonie était l'un des quarante et un pays participants prévus du Concours Eurovision de la chanson 2020, qui aurait dû se dérouler à Rotterdam aux Pays-Bas. Le pays aurait été représenté par le chanteur Uku Suviste et sa chanson What Love Is, sélectionnés via l'Eesti Laul 2020. L'édition est finalement annulée en raison de la pandémie de Covid-19.

## Sélection
La télévision estonienne confirme sa participation et le renouvellement de l'Eesti Laul le 6 août 2019.

### Format
Cette année, vingt-quatre chansons participent à la sélection. Cette dernière se compose de deux demi-finales et d'une finale. Lors de chaque demi-finale, douze artistes participent et six se qualifient pour la finale. Le vainqueur est déterminé le soir de la finale. Les participants sont annoncés le 16 novembre 2019.

### Demi-finales
Six artistes se qualifient au terme de chaque demi-finale. Le vote est un vote combinant pour une moitié le vote d'un jury et pour l'autre moitié le télévote estonien. Les quatre premiers qualifiés le sont au terme d'un premier tour de vote où le jury et le télévote comptent. Les derniers qualifiés le sont au terme d'un deuxième tour où le public choisit une chanson parmi celles n'étant pas déjà qualifiées.
- Qualifiés au premier tour
- Qualifié au deuxième tour

#### Demi-finale 1
| Ordre | Artiste                 | Chanson              | Premier Tour | Premier Tour | Premier Tour | Premier Tour | Premier Tour | Deuxième Tour | Deuxième Tour |
| Ordre | Artiste                 | Chanson              | Jury         | Televote     | Televote     | Total        | Place        | Voix          | Place         |
| Ordre | Artiste                 | Chanson              | Jury         | Voix         | Place        | Total        | Place        | Voix          | Place         |
| ----- | ----------------------- | -------------------- | ------------ | ------------ | ------------ | ------------ | ------------ | ------------- | ------------- |
| 1     | Rasmus Rändvee          | Young                | 7            | 1187         | 6            | 13           | 4            | —             | —             |
| 2     | Kruuv                   | Leelo                | 3            | 495          | 0            | 3            | 11           | 398           | 8             |
| 3     | Stefan                  | By My Side           | 8            | 1036         | 5            | 13           | 5            | 2034          | 1             |
| 4     | INGA                    | Right Time           | 6            | 661          | 1            | 7            | 9            | 538           | 3             |
| 5     | Anett Kulbin & Fredi    | Write About Me       | 12           | 1238         | 7            | 19           | 1            | —             | —             |
| 6     | Revals                  | Kirjutan romaani     | 5            | 734          | 2            | 7            | 8            | 446           | 5             |
| 7     | Renate                  | Videomäng            | 0            | 964          | 4            | 4            | 10           | 599           | 3             |
| 8     | Laura Põldvere          | Break Me             | 4            | 915          | 3            | 7            | 7            | 610           | 2             |
| 9     | Little Mess             | Without a Reason     | 0            | 1412         | 10           | 10           | 6            | 404           | 7             |
| 10    | Egert Milder            | Georgia (On My Mind) | 10           | 1317         | 8            | 18           | 2            | —             | —             |
| 11    | Jennifer Cohen          | Ping Pong            | 1            | 601          | 0            | 1            | 12           | 423           | 6             |
| 12    | Synne Valtri & Väliharf | Majakad              | 2            | 1861         | 12           | 14           | 3            | —             | —             |

#### Demi-finale 2
| Ordre | Artiste          | Chanson               | Premier Tour | Premier Tour | Premier Tour | Premier Tour | Premier Tour | Deuxième Tour | Deuxième Tour |
| Ordre | Artiste          | Chanson               | Jury         | Televote     | Televote     | Total        | Place        | Voix          | Place         |
| Ordre | Artiste          | Chanson               | Jury         | Voix         | Place        | Total        | Place        | Voix          | Place         |
| ----- | ---------------- | --------------------- | ------------ | ------------ | ------------ | ------------ | ------------ | ------------- | ------------- |
| 1     | Viinerid         | Kapa Kohi-LA          | 0            | 1307         | 4            | 4            | 10           | 1710          | 3             |
| 2     | Janet            | Hingelind             | 0            | 456          | 0            | 0            | 12           | 188           | 8             |
| 3     | Uku Suviste      | What Love Is          | 6            | 5570         | 12           | 18           | 2            | —             | —             |
| 4     | Inger            | Only Dream            | 8            | 1967         | 7            | 15           | 4            | —             | —             |
| 5     | Merilin Mälk     | Miljon sammu          | 2            | 1021         | 3            | 5            | 9            | 1244          | 4             |
| 6     | German & Violina | Heart Winder          | 1            | 623          | 0            | 1            | 11           | 1214          | 5             |
| 7     | Jaagup Tuisk     | Beautiful Lie         | 12           | 2033         | 8            | 20           | 1            | —             | —             |
| 8     | Ziggy Wild       | Lean on Me            | 5            | 933          | 2            | 7            | 8            | 898           | 6             |
| 9     | Uudo Sepp        | I'm Sorry I Messed Up | 7            | 826          | 1            | 8            | 7            | 1760          | 2             |
| 10    | Traffic          | Üks kord veel         | 10           | 1522         | 6            | 16           | 3            | —             | —             |
| 11    | SHIRA            | Out in Space          | 4            | 1400         | 5            | 9            | 6            | 1947          | 1             |
| 12    | Mariliis Jõgeva  | Unistustes            | 3            | 2353         | 10           | 13           | 5            | 516           | 7             |

### Finale
Lors de la finale, la chanson gagnante est déterminée en deux tours. Dans un premier temps, le jury et le télévote choisissent trois chansons qui se qualifient pour la suite de la finale. Le télévote sélectionne ensuite parmi ces trois chansons, la chanson qui représentera le pays à l'Eurovision 2020.
- Qualifiés
- Vainqueur

| Ordre | Artiste                     | Chanson                | Jury | Télévote | Télévote | Total | Place |
| Ordre | Artiste                     | Chanson                | Jury | Voix     | Points   | Total | Place |
| ----- | --------------------------- | ---------------------- | ---- | -------- | -------- | ----- | ----- |
| 1     | Inger                       | Only Dream             | 2    | 2762     | 5        | 7     | 8     |
| 2     | Rasmus Rändvee              | Young                  | 1    | 999      | 0        | 1     | 12    |
| 3     | Stefan                      | By My Side             | 6    | 1948     | 2        | 8     | 7     |
| 4     | Synne Valtri feat. Väliharf | Majakad                | 0    | 2758     | 4        | 4     | 9     |
| 5     | Uudo Sepp                   | I'm Sorry. I Messed Up | 3    | 991      | 0        | 3     | 10    |
| 6     | Uku Suviste                 | What Love Is           | 7    | 16 880   | 12       | 19    | 2     |
| 7     | SHIRA                       | Out in Space           | 8    | 2236     | 3        | 11    | 6     |
| 8     | Anett x Fredi               | Write About Me         | 12   | 3469     | 7        | 19    | 3     |
| 9     | Jaagup Tuisk                | Beautiful Lie          | 10   | 5259     | 10       | 20    | 1     |
| 10    | Traffic                     | Üks kord veel          | 5    | 3271     | 6        | 11    | 5     |
| 11    | Egert Milder                | Georgia (On My Mind)   | 4    | 5005     | 8        | 12    | 4     |
| 12    | Laura                       | Break Me               | 0    | 1504     | 1        | 1     | 11    |

| Ordre | Artiste       | Chanson        | Télévote       | Place |
| ----- | ------------- | -------------- | -------------- | ----- |
| 1     | Uku Suviste   | What Love Is   | 33 582 (68,2%) | 1     |
| 2     | Anett x Fredi | Write About Me | 7 690 (15,6%)  | 3     |
| 3     | Jaagup Tuisk  | Beautiful Lie  | 7 944 (16,1%)  | 2     |

La finale se conclut sur la victoire d'Uku Suviste avec sa chanson What Love Is, ainsi désignés pour représenter l'Estonie à l'Eurovision 2020.

## À l'Eurovision
L'Estonie aurait participé à la deuxième demi-finale, le 14 mai puis, en cas de qualification, à la finale du 16 mai 2020.
Le 18 mars 2020, l'annulation du Concours en raison de la pandémie de Covid-19 est annoncée.